# Atletiek op de Olympische Zomerspelen 2008 – 4×100 meter vrouwen
De 4×100 meter estafette voor vrouwen vond op de Olympische Spelen van 2008 in Peking plaats op 21 augustus (series) en 22 augustus (finale) in het Nationale Stadion van Peking.

## Kwalificatie
Kwalificatie van de beste zestien teams vond plaats op basis van het gemiddelde van de twee beste tijden die waren gelopen in de kwalificatieperiode (1 januari 2007 tot 16 juli 2008). Er mochten zes atleten worden ingeschreven, waaronder in elk geval de deelnemers aan de individuele 100 meter.

## Medailles
| Goud   | BEL | Olivia Borlée Hanna Mariën Élodie Ouédraogo Kim Gevaert                       |
| Zilver | NGR | Franca Idoko Gloria Kemasuode Halimat Ismaila Oludamola Osayomi Agnes Osazuwa |
| Brons  | BRA | Rosemar Coelho Neto Lucimar de Moura Thaissa Presti Rosangela Santos          |

Het Russische estafetteteam met Jevgenia Poljakova, Aleksandra Fedoriva, Joelia Goesjtsjina en Joelia Tsjermosjanskaja werd op 17 augustus 2016 gediskwalificeerd en de gouden medaille werd hun officieel ontnomen.

## Programma
| Ronde  | Datum                 | Tijd (lokaal) | Tijd (NL) |
| ------ | --------------------- | ------------- | --------- |
| Series | donderdag 21 augustus | 20:50         | 14:50     |
| Finale | vrijdag 22 augustus   | 21:15         | 15:15     |

## Records
Vóór de Olympische Spelen van 2008 in Peking waren het wereldrecord en olympisch record als volgt.
| Wereldrecord     | 41,37 | GDR | Romy Müller Sabine Günther Ingrid Auerswald Marlies Göhr | Canberra | 6 oktober 1985  |
| Olympisch record | 42,24 | GDR | Bärbel Wöckel Marlies Göhr Ingrid Auerswald Romy Müller  | Moskou   | 1 augustus 1980 |

## Kwalificatieoverzicht
| Rang     | NOC | 2 wedstrijden | 2 wedstrijden | 1     | 2     |
| Rang     | NOC | Totaal        | Gemiddelde    | 1     | 2     |
| -------- | --- | ------------- | ------------- | ----- | ----- |
| 1        | USA | 84,22         | 42,11         | 41,98 | 42,24 |
| 2        | JAM | 84,71         | 42,36         | 42,01 | 42,70 |
| 3        | RUS | 85,58         | 42,79         | 42,78 | 42,80 |
| 4        | BEL | 85,60         | 42,80         | 42,75 | 42,85 |
| 5        | GBR | 85,69         | 42,85         | 42,82 | 42,87 |
| 6        | GER | 86,25         | 43,13         | 43,08 | 43,17 |
| 7        | UKR | 86,43         | 43,22         | 43,03 | 43,40 |
| 8        | BLR | 86,46         | 43,23         | 43,16 | 43,30 |
| 9        | ITA | 86,48         | 43,24         | 43,04 | 43,44 |
| 10       | FRA | 86,58         | 43,29         | 43,09 | 43,49 |
| 11       | CHN | 86,65         | 43,33         | 43,26 | 43,39 |
| 12       | POL | 86,78         | 43,39         | 43,25 | 43,53 |
| —        | FIN | 86,89         | 43,45         | 43,41 | 43,48 |
| 13       | BRA | 86,90         | 43,45         | 43,36 | 43,54 |
| 14       | TRI | 87,19         | 43,60         | 43,43 | 43,76 |
| —        | CUB | 87,26         | 43,63         | 43,46 | 43,80 |
| 15       | THA | 87,30         | 43,65         | 43,38 | 43,92 |
| 16       | NGR | 87,37         | 43,69         | 43,58 | 43,79 |
| Reserves |     |               |               |       |       |
| 17       | AUS | 87,53         | 43,77         | 43,62 | 43,91 |
| 18       | JPN | 87,60         | 43,80         | 43,67 | 43,93 |
| 18       | GHA | 87,60         | 43,80         | 43,76 | 43,84 |

## Uitslagen
De volgende afkortingen worden gebruikt:
- Q Gekwalificeerd voor de finale op basis van positie bij de eerste drie
- q Gekwalificeerd als een van de twee tijdsnelste niet direct gekwalificeerden
- DNF Niet aangekomen
- DSQ Gediskwalificeerd
- SB Beste seizoensprestatie

### Series
| Heat | Baan | Nationaliteit | Deelnemers                                                                        | Resultaat | Extra  |
| ---- | ---- | ------------- | --------------------------------------------------------------------------------- | --------- | ------ |
| 2    | 7    | JAM           | Shelly-Ann Fraser Sheri-Ann Brooks Aleen Bailey Veronica Campbell-Brown           | 42,24     | Q (SB) |
| 2    | 3    | RUS           | Jevgenia Poljakova Aleksandra Fedoriva Joelia Goesjtsjina Joelia Tsjermosjanskaja | 42,87     | Q      |
| 1    | 7    | BEL           | Olivia Borlée Hanna Mariën Élodie Ouédraogo Kim Gevaert                           | 42,92     | Q (SB) |
| 1    | 9    | GBR           | Jeanette Kwakye Montell Douglas Emily Freeman Emma Ania                           | 43,02     | Q      |
| 1    | 5    | BRA           | Rosemar Coelho Neto Lucimar de Moura Thaissa Presti Rosangela Santos              | 43,38     | Q      |
| 1    | 8    | NGR           | Franca Idoko Gloria Kemasuode Agnes Osazuwa Oludamola Osayomi                     | 43,43     | q (SB) |
| 1    | 6    | POL           | Ewelina Klocek Daria Korczynska Dorota Jedrusinska Marta Jeschke                  | 43,47     | q      |
| 2    | 4    | GER           | Anne Möllinger Verena Sailer Cathleen Tschirch Marion Wagner                      | 43,59     | Q      |
| 1    | 3    | BLR           | Joelia Tsjermosjanskaja Aksana Drahun Nastassia Shuliak Anna Bagdanovich          | 43,69     | (SB)   |
| 2    | 5    | CHN           | Tao Yujia Wang Jing Jiang Lan Qin Wangping                                        | 43,78     |        |
| 2    | 9    | THA           | Sangwan Jaksunin Orranut Klomdee Jutamass Thavoncharoen Nongnuch Sanrat           | 44,38     |        |
| 2    | 2    | FRA           | Myriam Soumaré Muriel Hurtis-Houairi Lina Jacques-Sébastien Carima Louami         | DNF       |        |
| 1    | 4    | ITA           | Anita Pistone Vincenza Calì Giulia Arcioni Audrey Alloh                           | DQ        |        |
| 2    | 6    | TRI           | Wanda Hutson Kelly-Ann Baptiste Ayanna Hutchinson Semoy Hackett                   | DNF       |        |
| 2    | 8    | UKR           | Natalja Pyhyda Natalia Pohrebniak Iryna Shepetyuk Oksana Shcherbak                | DQ        |        |
| 1    | 2    | USA           | Angela Williams Mechelle Lewis Torri Edwards Lauryn Williams                      | DQ        |        |

### Finale
| Rang   | Baan | Land | Deelnemers                                                                        | Resultaat  | Extra |
| ------ | ---- | ---- | --------------------------------------------------------------------------------- | ---------- | ----- |
| Goud   | 5    | BEL  | Olivia Borlée Hanna Mariën Élodie Ouédraogo Kim Gevaert                           | 42,54      | (NR)  |
| Zilver | 3    | NGR  | Franca Idoko Gloria Kemasuode Halimat Ismaila Oludamola Osayomi                   | 43,04      | (SB)  |
| Brons  | 8    | BRA  | Rosemar Coelho Neto Lucimar de Moura Thaissa Presti Rosangela Santos              | 43,14      | (SB)  |
| 4      | 9    | GER  | Anne Möllinger Verena Sailer Cathleen Tschirch Marion Wagner                      | 43,28      |       |
|        | 7    | GBR  | Jeanette Kwakye Montell Douglas Emily Freeman Emma Ania                           | DNF        |       |
|        | 6    | JAM  | Shelly-Ann Fraser Sherone Simpson Kerron Stewart Veronica Campbell-Brown          | DNF        |       |
|        | 2    | POL  | Ewelina Klocek Daria Korczynska Dorota Jedrusinska Joanna Henryka Kocielnik       | DQ         |       |
|        | 4    | RUS  | Jevgenia Poljakova Aleksandra Fedoriva Joelia Goesjtsjina Joelia Tsjermosjanskaja | (42,31) DQ | (SB)  |